# Jawischowitz
Jawischowitz – niemiecki nazistowski podobóz Auschwitz-Birkenau, zlokalizowany w Jawiszowicach.
Obóz utworzony został w 1942 roku na mocy umowy komendanta KL Auschwitz Rudolfa Hössa z Kopalnią Węgla Kamiennego „Brzeszcze”, należącą do Koncernu Hermann Göring. Kopalnia była jednym z przedsiębiorstw strategicznym w programie gospodarczym III Rzeszy, wydobyty z niej węgiel miał służyć do wytwarzania energii elektrycznej. Pierwszy transport z 150 Żydami trafił do podobozu 15 sierpnia 1942. Po raz pierwszy w historii hitlerowskich obozów więźniowie zaczęli pracę pod ziemią jako górnicy. Liczba przymusowych pracowników przez większość czasu istnienia Jawischowitz wzrastała, w czerwcu 1944 wynosiła 2,5 tys., choć niektóre szacunki mówią nawet o 3 tysiącach więźniów. Byli to w większości Żydzi, choć była też niewielka liczba zwykłych więźniów - Polaków, Niemców i Rosjan, którzy trafiali tam m.in. z powodu niesubordynacji wobec kierownictwa kopalni. Nie mieli oni jednak pasiaków, nie tatuowano im numerów obozowych, a po odsiedzeniu wyroku wracali na wolność.  
Podobóz został zbudowany na terenie, gdzie mieści się park przy ulicy Dworcowej. Składał się z kilkunastu baraków murowanych (przeznaczonych dla załogi podobozu, kuchni i chorych więźniów) i drewnianych (w tym 7 mieszkalnych dla więźniów). Mimo rozbudowy obozu w 1944, panowało w nim przepełnienie; w barakach przeznaczonych dla 54 więźniów mieszkało ich nawet 300. Do obozu prowadziła brama z napisem Arbeit macht frei i informacją, że jest to podobóz KL Auschwitz. Obok niej znajdowały się dwie kamienne figury przedstawiające górnika i robotnika, wykonane przez więźnia Jakuba Markiela.  
Praca więźniów polegała głównie na wydobywaniu węgla w Kopalni „Brzeszcze”, wykonywali też oni prace budowlane na terenie obozu i obok kopalni, a od 1944 pracowali również w sortowni. Choć oficjalnie czas pracy pod ziemią wynosił 8 godzin, zdarzały się sytuacje, że niektórzy nie wychodzili na powierzchnię przez 24 godziny. Miało to związek z tym, że Niemcy mocno pilnowali wyznaczonych norm, które każda zmiana musiała wypełnić. Więźniowie nie mogli kontaktować się z innymi pracownikami kopalni, wyróżniały ich latarnie z czerwoną farbą olejną u nasady. Codziennie szli oni boso do miejsca pracy i z powrotem, śpiewając obowiązkowo pieśni. W przeciwieństwie do innych obozów, z powodu pracy w kopalni, apel obozowy odbywał się wyłącznie w niedziele, które były dniami wolnymi od pracy. Tego dnia również, w godzinach 15-16, więźniowie musieli występować, śpiewając lub wystawiając skecze. Choć władze obozu zezwalały na oglądanie tych występów przez mieszkańców z zewnątrz, nie cieszyły się one zbytnią popularnością. Ludzie wiedzieli, w jakich warunkach tak naprawdę żyją i pracują. Mimo wielu udogodnień, wysłanie do Jawiszowic traktowano jak wyrok śmierci. Chociaż, jak w każdym nazistowskim obozie brakowało tam jedzenia, to więźniowie nie mieli jednak problemów z wszami, bo z racji wykonywanej pracy codziennie kąpali się i zmieniali ubrania. Karano nawet za najmniejsze przewinienia, do wymierzania kary chłosty służył kozioł stojący na placu apelowym. Więzień, otrzymując uderzenia, musiał je głośno liczyć. Co jakiś czas przeprowadzano selekcję - niezdolnych do pracy więźniów wywożono do komór gazowych w Auschwitz. Według zachowanych danych, w taki sposób zginęło co najmniej 1,8 tys. więźniów. Zwłoki zmarłych wywożono co tydzień do krematorium, które znajdowało się w macierzystym obozie.     
W nocy z 18 na 19 stycznia 1945 więźniowie podobozu zostali pośpiesznie ewakuowani i dołączeni do marszu śmierci z obozu Auschwitz-Birkenau. Podczas ewakuacji załoga starała się zniszczyć dokumentację obozową, zabrano z niego także wszystkie wartościowe przedmioty. W obozie pozostało jedynie 70 więźniów niezdolnych do marszu. Doczekali oni nadejścia Armii Czerwonej 29 stycznia 1945 roku, po którym zostali otoczeni opieką medyczną przez lokalny oddział PCK.     
Po obozie nie pozostało wiele śladów. Z dawnych zabudowań obozowych do XXI w. przetrwały tylko łaźnia i ustawiona obok niej stara latarnia. Przed budynkiem Zespołu Szkół nr 6 w Jawiszowicach od 1945 roku znajdują się figury górnika i robotnika, a ich kopie umieszczono na terenie dawnego podobozu. Tam też znajduje się tablica informacyjna i pomnik zaprojektowany przez Bogdana Rzenno.